# Boz Scaggs
William Royce " Boz " Scaggs (Canton, Ohio, 8 de junho de 1944) é um cantor, compositor e guitarrista americano. Ele era um guitarrista e vocalista principal da Steve Miller Band na década de 1960 e na década de 1970 ganhou fama com vários singles de top 20 de solo nos Estados Unidos, incluindo os hits "Lido Shuffle" e "Lowdown" de o álbum aclamado pela crítica Silk Degrees de 1976, que atingiu a 2ª posição na Billboard 200. Scaggs continua a compor, gravar música e fazer turnês.

## Início de sua Juventude e Carreira
Scaggs nasceu em Canton no estado de Ohio, o filho mais velho de um vendedor ambulante. Sua família mudou-se para McAlester no estado de Oklahoma, depois para Plano no estado do Texas (na época, uma cidade agrícola), ao norte de Dallas. Ele frequentou uma escola particular de Dallas, St. Mark's School of Texas, onde o colega Mal Buckner lhe deu o apelido de "Bosley", mais tarde encurtado para "Boz".
Depois de aprender guitarra aos 12 anos, conheceu Steve Miller na St. Mark's School. Em 1959, ele se tornou o vocalista da banda de Miller, o Marksmen. A dupla mais tarde frequentou a Universidade de Wisconsin-Madison juntos, tocando em bandas de blues como o Ardells e Fabulous Knight Trains. Ao sair da escola, Scaggs juntou-se brevemente à cena de ritmo e blues em Londres, depois viajou para a Suécia como intérprete solo e em 1965, gravou seu álbum de estréia solo, Boz, que falhou comercialmente. Scaggs também teve um breve período com a banda The Other Side com Mac MacLeod e Jack Downing.
Voltando aos EUA, Scaggs dirigiu-se prontamente para o centro de música psicodélica em expansão de São Francisco em 1967. Vinculando-se com Steve Miller novamente, ele apareceu nos dois primeiros álbuns de sua Banda, Children of the Future and Sailor em 1968. Scaggs garantiu um contrato solo com a Atlantic Records em 1968, lançando seu segundo álbum, Boz Scaggs, com a seção Muscle Shoals Rhythm Section e o guitarrista de sessão Duane Allman, em 1969. Apesar de boas críticas, esta versão alcançou apenas vendas moderadas. Ele então se conectou brevemente com a banda da Bay Area, Mother Earth, em um papel de apoio em seu segundo álbum Make a Joyful Noise na guitarra e nos toques de respaldo. Scaggs então assinado com Columbia Records, seus primeiros quatro álbuns para a Columbia todos traçaram, com seu melhor pico no # 81.

## 1976-1981: os anos de sucesso
Em 1976, usando músicos de sessão que mais tarde formariam Toto, gravou Silk Degrees. O álbum atingiu o número 2 no US Billboard 200 e # 1 em vários outros países, gerando quatro singles de sucesso: "It's Over", "Lowdown", "O que posso dizer" e "Lido Shuffle", bem como a balada pungente "We're All Alone", mais tarde gravada por Rita Coolidge e Frankie Valli. "Lowdown" vendeu mais de um milhão de cópias nos EUA.
Seguiu-se uma turnê mundial de sucesso, mas seu álbum de acompanhamento em 1977 Down Two Then Left não vendeu, além de Silk Degrees e nenhum dos seus singles chegou ao Top 40. O álbum de 1980, Middle Man, gerou dois dos 20 melhores hits, "Breakdown Dead Ahead" e "Jojo", Scaggs aproveitou mais dois sucessos em 1980-81: "Olhe o que você fez comigo", da trilha sonora de Urban Cowboy e " Miss Sun ", de um grande sucesso. Ambos foram US # 14 hits.

## Carreira posterior

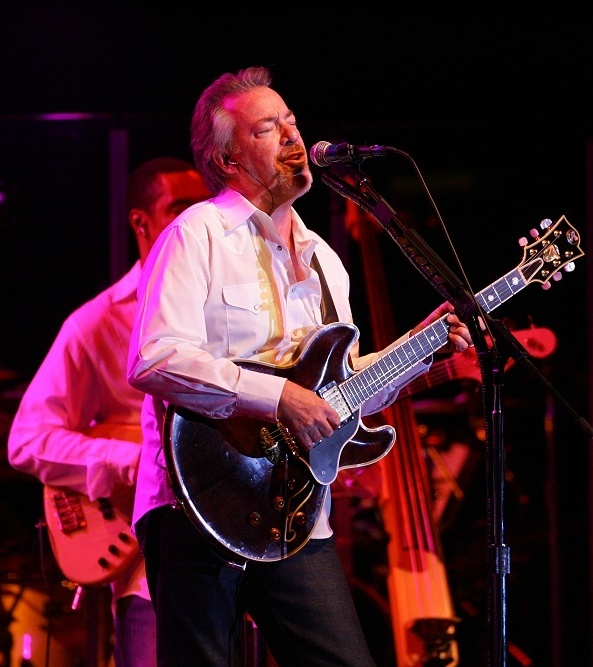
Boz Scaggs in 2006.

Scaggs tirou uma longa pausa da gravação e seu próximo LP, Other Roads, não se apresentou até 1988. " Heart of Mine ", de Other Roads, é o último top-40 de Scaggs até 2016. Também em 1988, ele abriu a discoteca de São Francisco Slim's e permaneceu como proprietário do local a partir de 2011.
De 1989 a 1992, Scaggs juntou-se a Donald Fagen, Phoebe Snow, Michael McDonald e outros em The New York Rock e Soul Revue. Seu próximo lançamento solo foi o álbum Some Change em 1994. Ele emitiu Come On Home um álbum de ritmos e blues e My Time: A Boz Scaggs Anthology, uma antologia, em 1997.
Ele obteve bons comentários com Dig, embora o CD tenha sido lançado em 11 de setembro de 2001. Em maio de 2003, a Scaggs lançou But Beautiful, uma coleção de padrões de jazz que estreou no número um no gráfico de jazz. Em 2008, ele lançou Speak Low, que ele descreveu nas notas como "uma espécie de esforço experimental progressivo... ao longo das linhas de algumas das ideias que Gil Evans explorou". Em 2004, ele lançou um DVD e um CD ao vivo de 16 faixas, Greatest Hits Live, que foi gravado em agosto de 2003 no Great American Music Hall, em San Francisco.
Após um intervalo de gravação, ele realizou uma série de shows em todo os EUA em 2008. Dois anos depois, ele se juntou a Donald Fagen e Michael McDonald para concertos intitulados Dukes of September Rhythm Revue. O próximo álbum de Scaggs, Memphis, foi lançado em março de 2013. Foi gravado na cidade da América do Sul no Royal Studios. O álbum incluiu algumas de suas composições favoritas de outros artistas. Um passeio pelos Estados Unidos, Canadá e Japão seguiu o lançamento. Antes do final do ano, ele adicionou datas ao vivo em toda a América do Norte e Austrália para 2014. Em 2015, ele lançou A Fool to Care, uma compilação de capas principalmente, incluindo "Whispering Pines" com Lucinda Williams, e uma composição original de blues, "Hell para pagar ", realizado com Bonnie Raitt. O álbum subiu ao número um no quadro Billboard Blues Album e no número 54 no Billboard 200.

## Vida pessoal
O primeiro casamento de Scaggs foi para Carmella Storniola e eles tiveram dois filhos: Austin, um jornalista de música com uma coluna chamada "The Smoking Section" em Rolling Stone e Oscar, que aos 21 anos morreu de uma overdose de heroína em 1998. Scaggs e Carmella se divorciaram em 1980 e depois de uma batalha de custódia infantil, receberam a custódia conjunta de seus filhos. Carmella morreu em fevereiro de 2017.
Scaggs e sua esposa atual Dominique (com quem ele se casou em 1992) cultivam uvas no condado de Napa no Estado da Califórnia e produzem seu próprio vinho.

## Discografia
- 1965 - Boz
- 1969 - Boz Scaggs
- 1971 - Moments
- 1971 - Boz Scaggs & Band
- 1972 - My Time
- 1974 - Slow Dancer
- 1976 - Silk Degrees
- 1977 - Down Two Then Left
- 1980 - Middle Man
- 1980 - Hits!
- 1988 - Other Roads
- 1994 - Some Change
- 1997 - Come On Home
- 1997 - My Time: A Boz Scaggs Anthology
- 1999 - Fade Into Light
- 2001 - Dig
- 2001 - The Lost Concert (ao vivo)
- 2003 - But Beautiful
- 2004 - Greatest Hits Live DVD/CD
- 2008 - Speak Low
- 2013 - Memphis
- 2015 - A Fool To Care